# Безозёрное
Безозёрное — село в Бурейском районе Амурской области России. Административный центр Райчихинского сельсовета.

## География
Село Безозёрное стоит на правом берегу реки Куприяниха (левый приток Амура).
Через село проходит автодорога Гомелевка — Широкий — Зельвино — Старая Райчиха — Безозёрное — Воскресеновка — Михайловка.
Западнее села Безозёрное начинается Михайловский район Амурской области.
Расстояние до районного центра Бурейского района пос. Новобурейский (через Старую Райчиху, Зельвино, Прогресс и Бурею) — 66 км.

## История
Основано в 1932 году. До 1964 года было центральной усадьбой совхоза «Райчихинский» и не имело собственного имени. С 1964 года получило название Безозерное в связи с отсутствием вблизи села озёр.

## Население
| 2002 | 2010 | 2012 | 2013 | 2014 | 2015 | 2016 |
| ---- | ---- | ---- | ---- | ---- | ---- | ---- |
| 801  | ↘539 | ↘504 | ↘490 | ↘480 | ↘446 | ↘428 |
| 2017 | 2018 |      |      |      |      |      |
| ↘417 | ↘409 |      |      |      |      |      |

## Инфраструктура
Сельскохозяйственные предприятия Амурской области.